# Gołąb zatokowy
Gołąb zatokowy (Columba malherbii) – gatunek średniej wielkości ptaka z rodziny gołębiowatych (Columbidae). Ptak ten występuje na Wyspach Świętego Tomasza i Książęcej. Gatunek słabo poznany, bliski zagrożenia wyginięciem.

## Występowanie
Gołąb zatokowy występuje na Wyspie Świętego Tomasza, Wyspie Książęcej oraz wyspie Annobón.

## Systematyka

### Taksonomia
Gatunek po raz pierwszy opisany przez Jules’a i Edouarda Verreaux w 1851 roku na łamach czasopisma Revue et Magasin de Zoologie pure et Appliquée. Jako miejsce typowe autorzy błędnie wskazali Gabon. W rzeczywistości holotyp został znaleziony na Wyspie Świętego Tomasza. Takson ten wraz z gołębiem szarogłowym (C. delegorguei) i gołębiem lśniącym (C. iriditorques) czasami są uznawane za jeden gatunek. Okazjonalnie te trzy gatunki umieszczane są w podrodzaju Turturoena. Takson monotypowy, nie wyróżniono podgatunków.

### Etymologia
Nazwa rodzajowa pochodzi od łacińskiego słowa columba – „gołąb”. Epitet gatunkowy honoruje profesora Alfreda Malherbe’a (1804–1866) francuskiego prawnika i ornitologa.

## Morfologia
Długość ciała 28 cm. Podobny do gołębia lśniącego, ale kołnierz na tyle szyi i górna okrywa koloru opalizującego zielonego lub różowego na ciemnopopielatym tle. Łopatki, ukryte części skrzydeł, grzbiet do górnych części skrzydeł czarniawe z zielonkawym połyskiem. Gardło, piersi i brzuch koloru szarego, kuper i dolna część ogona ruda z szarym nalotem. Górna część ogona ciemnoszara, zewnętrzne sterówki jasnoochrowe. Tęczówki jasnoszare, dziób szary, nogi czerwone. Samica podobna do samca, ale spód jest ciemnoszary, piersi i górna część brzucha ochrowe, dolna część ogona i kuper rude z szarym odcieniem. U osobników młodocianych kołnierz na szyi mniejszy i nie tak opalizujący, czoło jasnoszare, górne części ciała ochrowe lub rude.

## Ekologia

### Siedlisko i pokarm
Gatunek osiadły, na Annobón zamieszkujący głęboko w lesie do wysokości 400–500 m n.p.m. Na Wyspach Świętego Tomasza i Książęcej, występuje w lasach i na plantacjach. Na Wyspie Świętego Tomasza częściej obserwowany w pobliżu siedlisk ludzkich, w cienistych lasach i terenach niezalesionych. W lasach z wysokim drzewostanem nie występuje.
Gołąb zatokowy pokarm zdobywa od 3 do 16 m nad ziemią, w środkowej warstwie drzew. Na Wyspie Świętego Tomasza żywi się owocami krzewu z gatunku Cestrum laevigatum, które rosną w żywopłotach na terenach gospodarczych. Obserwowano pojedyncze osobniki, jak i grupy liczące do 7 ptaków.

### Rozród
Solidna platforma budowana jest od 5 do 12 m nad ziemią na drzewach we wtórnym lesie, na koralodrzewie lub drzewach kakaowych znajdujących się na plantacjach. Brak informacji na temat rozrodu i wychowu młodych.

## Status i ochrona
W Czerwonej księdze gatunków zagrożonych Międzynarodowej Unii Ochrony Przyrody został zaliczony do kategorii NT (bliski zagrożenia). Wielkość populacji nie jest oszacowana, ale gatunek ten nadal jest rozpowszechniony i uważa się go za dość powszechny na Wyspach Świętego Tomasza i Książęcej. Głównymi zagrożeniami dla tego ptaka jest presja związana z polowaniem, jak i chwytaniem żywych osobników do klatek.